# راتع (اسم)
راتع هو اسم علم مذكر من أصل عربي، ومعناه هو مقيم في خصب ورغد وسعة.

## وصلات خارجية
- موسوعة السلطان قابوس لأسماء العرب نسخة محفوظة 5 أبريل 2019 على موقع واي باك مشين.